# Fridel Grenz
Fridel Grenz (* 2. Oktober 1929; † 14. September 2018) war ein deutscher Kirchenmusiker und Komponist.

## Leben
1954 wurde er Chorleiter und Organist an der Kirche St. Nikolaus in Bad Kreuznach und ging 2000 in den Ruhestand. Zu seinen Schülern gehörte der Träger des Kulturpreises der Stadt Bad Kreuznach Klaus Evers.

## Kompositionen
- Kleine Festmesse in G
- Tantum ergo
- Chorale, Interlude and Toccata (Chantry Music Press 1989)

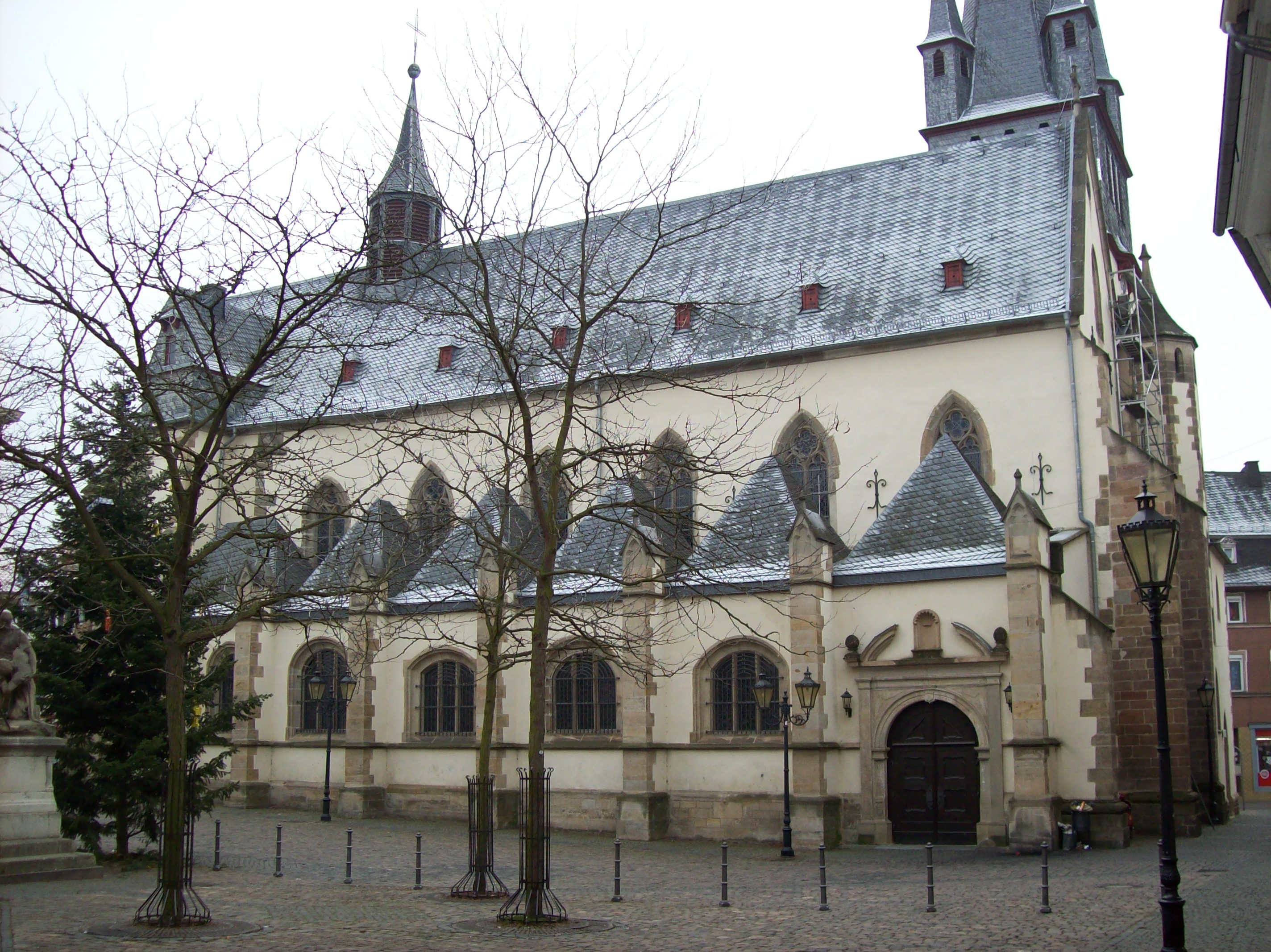
Nikolauskirche Bad Kreuznach

- Missa festiva.[2]

## Tondokumente
- Musik für Trompete und Orgel in der katholischen Pfarrkirche Wallhausen (Organophon 1982)
- Die Oberlinger-Orgel im Franziskaner-Kloster zu Hausen - Wied (Organophon 1981)
- Französische und deutsche Orgelmusik des Barock (Musikverlag zum Pelikan 1978)
- Orgelmusik aus der Benediktinerabtei Tholey (Musikverlag zum Pelikan 1978)
- Weihnachtsmusik aus der Kapelle Sankt Marienworth (Da Camera-Schallplatten-Edition, 1976)
- Funkaufnahmen des SWR